# Sint-Pieterskerk (Essen-Hoek)

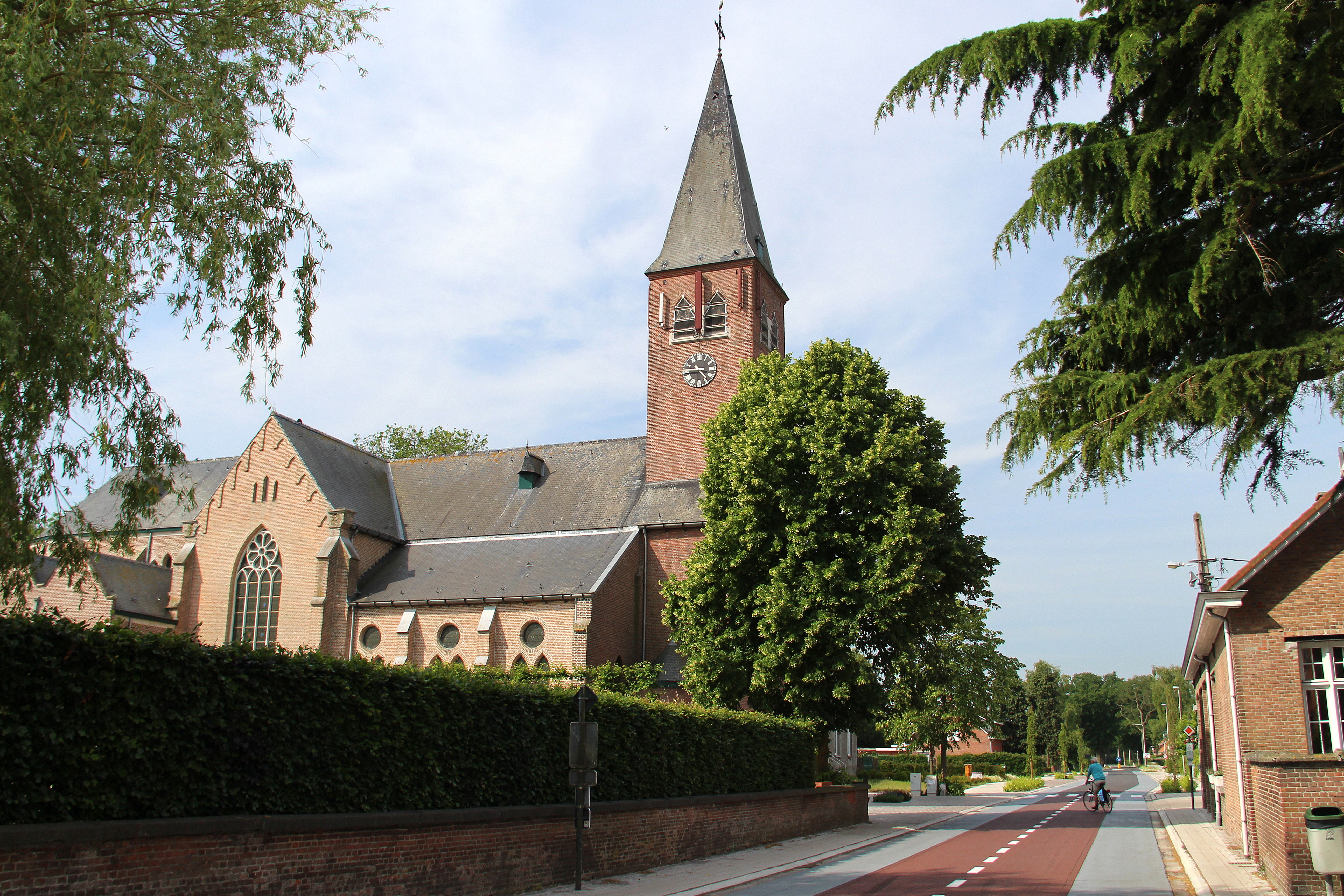
Sint-Pieterskerk

De Sint-Pieterskerk is de parochiekerk van de tot de Antwerpse gemeente Essen behorende plaats Essen-Hoek, gelegen aan Moerkantsebaan 309.

## Geschiedenis
Deze kerk werd gebouwd in 1859-1863 naar ontwerp van Eugeen Gife. In 1929-1931 werd de kerk vergroot met een nieuw koor en transept, naar ontwerp van Gustaaf Careels.
In 1944 werd de kerk door oorlogsgeweld zwaar beschadigd. In 1949 werd de kerk vrijwel geheel nieuw herbouwd naar ontwerp van Eduard Van Ballaer.

## Gebouw
Het betreft een driebeukige, naar het zuidoosten georiënteerde, kruiskerk met ingebouwde noordwesttoren. Het koor is zevenzijdig afgesloten.
Het meubilair is hoofdzakelijk neogotisch en het altaar is in art decostijl.
De kerk wordt omgeven door een kerkhof.